# LaShauntea Moore
LaShauntea Moore, född den 31 juli 1983 i Akron i Ohio, är en amerikansk friidrottare som tävlar i kortdistanslöpning.
Moore var som junior väldigt framgångsrik och vann guld på 200 meter vid VM för ungdomar 1999. Hon deltog vid Olympiska sommarspelen 2004 där hon blev utslagen i semifinalen på 200 meter. 
Vid VM 2007 var hon i final på 200 meter och slutade sjua. Hon blev även trea på 200 meter vid IAAF World Athletics Final 2007 i Stuttgart.

## Personliga rekord
- 200 meter - 22,46